# 동복초등학교
동복초등학교는 대한민국 전라남도 화순군에 있는 공립 초등학교이다.

## 학교 연혁
- 1908. 07. 31. 동복군 사립동진학교 개교
- 1909. 08. 30. 동복공립보통학교 인가(4년제 2학급)
- 1922. 04. 01. 6년제 학교로 승격 인가(5학급 편성)
- 1938. 03. 01. 동복공립심상소학교로 교명 개칭
- 1941. 04. 01. 동복공립국민학교로 교명 개칭
- 1950. 07. 25. 남침으로 인해 임시 휴교 (원본:傀儡軍 南侵으로 一時 休校)
- 1950. 10. 20. 전쟁으로 인해 전교사 소실(원본:共匪蠻行으로 全校舍 附屬建物 소실)
- 1951. 02. 01. 동복국민학교로 교명 개칭 등록 개교
- 1951. 04. 01. 임시교사 건축 준공(吳鎭씨 기증, 吳鎭:동경명치대출신, 동복면 유지)
- 1959. 09. 01. 동복국민학교 유천분교장 설치개교(1학급 인가)
- 1960. 04. 05. 동복국민학교 가수분교장 설치개교(2학급 인가)
- 1969. 03. 01. 동복국민학교 가수분교장을『동복북국민학교』로 독립승격
- 1981. 03. 05. 동복국민학교 병설유치원 개원
- 1991. 02. 28. 동복국민학교 유천분교장 통폐합
- 1994. 09. 01. 동복국민학교 연둔분교장 (동복남국민학교)통폐합
- 1996. 03. 01. 동복초등학교로 교명 개칭
- 1999. 09. 01. 동복초등학교 가수분교장 (동복북초등학교)통폐합
- 2006. 01. 30. 100주년 기념 역사관 개설 (별관 2층 2실)
- 2006. 02. 27. 다목적 강당(동복관) 증축공사(연면적 662.63m2, 37m × 17.9m) 2006. 03. 30개관
- 2009. 08. 15. 개교100주년 기념행사
- 2011. 12. 30. 2011학년도 학교평가 최우수학교 선정
- 2012. 12. 31. 2012학년도 농어촌연중돌봄 최우수학교 선정
- 2017. 02. 10. 제 105회 졸업(졸업생 6,724명) 및 동복초등학교병설유치원 졸업

## 참고 자료
- 동복초등학교 - 한국교육학술정보원 학교알리미